# Zăvoi (okręg Hunedoara)
Zăvoi – wieś w Rumunii, w okręgu Hunedoara, w gminie Sălașu de Sus. W 2011 roku liczyła 115 mieszkańców.